# UTC+01:00
| Xanh dương nhạt | Giờ Tây Âu (UTC+0)                                               |
| xanh dương      | Giờ Tây Âu (UTC+0) Giờ mùa hè Tây Âu (UTC+1) Giờ mùa hè Anh Quốc |
| nâu             | Giờ Trung Âu (UTC+1) Giờ mùa hè Trung Âu (UTC+2)                 |
| kaki            | Giờ Đông Âu (UTC+2) Giờ mùa hè Đông Âu (UTC+3)                   |
| vàng            | Giờ Kaliningrad (UTC+2)                                          |
| lục nhạt        | Giờ Viễn đông châu Âu/ Giờ Moskva (UTC+3)                        |

|  | UTC-01:00 | Giờ Cabo Verde (Đảo của Cabo Verde nằm ở phía Tây của Châu Phi.)     |
|  | UTC±00:00 | Giờ Tây Âu · Giờ Quốc tế                                             |
|  | UTC+01:00 | Giờ chuẩn Trung Âu · Giờ Tây Phi · Giờ mùa hè Tây Âu.                |
|  | UTC+02:00 | Giờ Trung Phi · Giờ Đông Âu · Giờ chuẩn Nam Phi · Giờ mùa hè Tây Phi |
|  | UTC+03:00 | Giờ Đông Phi                                                         |
|  | UTC+04:00 | Giờ Mauritius · Giờ Seychelles                                       |

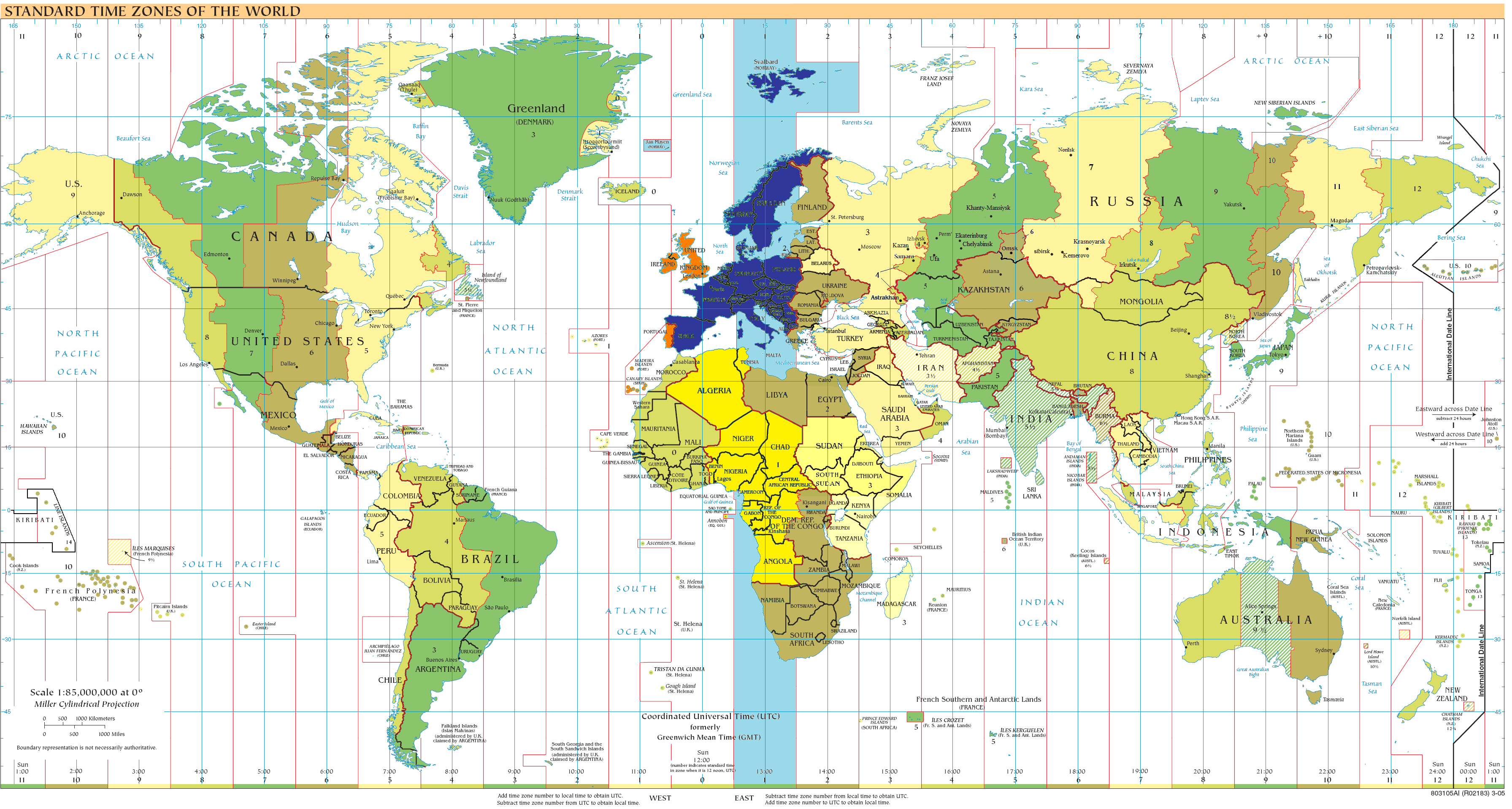
UTC+01: xanh nước biển (tháng giêng), cam (tháng bảy), vàng (quay năm), xanh nhạt - vùng biển

Giờ UTC+1 được dùng tại những nơi sau đây:
- Giờ Trung Âu
- Giờ Tây Phi
- Giờ mùa hè Tây Âu*
  - Giờ mùa hè Anh*
  - Giờ mùa hè Ireland*
- Giờ Internet Swatch
- Maroc
- Hà Lan
- Đức
- Thụy Sĩ
- Ý
- Thụy Điển
- Áo
- Serbia
- Slovakia
- Hungary
- Slovenia
- Cộng hòa Séc
- Bỉ
- Đan Mạch
- Tây Ban Nha (trừ Quần đảo Canary)
- Pháp (trừ những lãnh thổ của Pháp)
- Bosnia và Herzegovina
- Bắc Macedonia
- Croatia
- Romania
- Thành Vatican
- Monttenegro
- Malta
- Liechtenstein
- San Marino
- Na Uy
- Monaco
- Luxembourg
- Hy Lạp
- Andorra
- Ba Lan

## Thông tin vùng

### Giờ Trung Âu
1. châu Âu/Amsterdam - Hà Lan
2. châu Âu/Andorra - Andorra
3. châu Âu/Athens - Hy Lạp
4. châu Âu/Belgrade - Serbia
5. châu Âu/Berlin - Đức
6. châu Âu/Bratislava - Slovakia
7. châu Âu/Brussels - Bỉ
8. châu Âu/Bucharest - România
9. châu Âu/Budapest - Hungary
10. châu Âu/Copenhagen - Đan Mạch
11. châu Âu/Ljubljana - Slovenia
12. châu Âu/London - Vương quốc Anh
13. châu Âu/Luxembourg - Luxembourg
14. châu Âu/Madrid - Tây Ban Nha, lục địa
15. châu Âu/Malta - Malta
16. châu Âu/Monaco - Monaco
17. châu Âu/Oslo - Na Uy
18. châu Âu/Paris - Cộng hòa Pháp
19. châu Âu/Podgorica - Montenegro
20. châu Âu/Prague - Cộng Hòa Séc
21. châu Âu/Riga - Latvia
22. châu Âu/Rome - Ý
23. châu Âu/San_Marino - San Marino
24. châu Âu/Sarajevo - Bosna và Hercegovina
25. châu Âu/Skopje - Bắc Macedonia
26. châu Âu/Stockholm - Thụy Điển
27. châu Âu/Tirana - Albania
28. châu Âu/Vaduz - Liechtenstein
29. châu Âu/Vatican - Thành Vatican
30. châu Âu/Vienna - Áo
31. châu Âu/Warsaw - Ba Lan
32. châu Âu/Zagreb - Croatia
33. châu Âu/Zurich - Thụy Sĩ